# Bischofsvikar
Der Bischofsvikar (lateinisch Vicarius episcopalis) ist ein „Stellvertreter“ des Bischofs.

Wappen eines Bischofsvikars in der römisch-katholischen Kirche

## Römisch-katholische Kirche
Der Bischofsvikar ist Stellvertreter für einen bestimmten Bereich innerhalb einer Diözese gemäß 479, § 2  CIC. Dieses Amt wurde vom II. Vatikanischen Konzil neu geschaffen; das Dekret Christus Dominus über die Hirtenaufgabe der Bischöfe bestimmte: „Sooft die rechte Leitung der Diözese es erfordert, können vom Bischof ein oder mehrere bischöfliche Vikare bestellt werden. Sie besitzen von Rechts wegen in einem bestimmten Teil der Diözese oder in einem bestimmten Geschäftsbereich oder für die Gläubigen eines bestimmten Ritus jene Gewalt, die das allgemeine Recht dem Generalvikar zuerkennt.“ (CD Nr. 27)
Der Bischofsvikar ist dem Generalvikar administrativ gleichgesetzt, hat aber eine jurisdiktionelle Einschränkung auf ein bestimmtes Territorium innerhalb einer Diözese oder auf ein fest umrissenes Aufgabengebiet. Für das Amt des Bischofsvikars ist grundsätzlich keine Bischofsweihe erforderlich, häufig sind jedoch auch Weihbischöfe in dieser Funktion tätig.
Zu unterscheiden ist der Bischofsvikar vom Kapitularvikar, Domvikar bzw. Domkapitular.

## Evangelisch-lutherische Kirche
Das Amt des Bischofsvikars existiert auch in evangelisch-lutherischen Kirchen. Zum Beispiel wurde in der Evangelisch-lutherischen Landeskirche Hannovers nach dem Rücktritt von Margot Käßmann zunächst Hans-Hermann Jantzen als Bischofsvikar eingesetzt, um die Landeskirche bis zur ordentlichen Neuwahl eines Bischofs zu leiten. Die Evangelische Kirche A. B. in Rumänien hat einen ständigen Bischofsvikar.

### Frühere Formen des Amtes
1934 ernannte der Landesbischof der Evangelisch-lutherischen Landeskirche Hannovers August Marahrens im Kirchenkampf als Reaktion auf die Aufhebung der vier früheren Generalsuperintendenturen und der Ernennung von Landespröpsten durch die Deutschen Christen seinerseits sieben Bischofsvikare. Sie erhielten den Auftrag, nebenamtlich die Gemeinschaft der Pastoren zu fördern, die Pfarrkonvente zu besuchen und Gemeinden zu visitieren. Als der Machtkampf zwischen den Deutschen Christen und dem Landesbischof zugunsten des letzteren entschieden war, wurde an Stelle der Bischofsvikare am 15. Juni 1936 das Amt des Landessuperintendenten geschaffen, der die geistliche Aufsicht innerhalb eines Sprengels übernahm.